# فنسنت مارتيلا
فنسنت مارتيلا (بالإنجليزية: Vincent Martella)‏ هو مغني وممثل أمريكي، ولد في 15 أكتوبر 1992 بروتشستر في الولايات المتحدة.

## أعمال

### أفلام
- (2015) مكفارلاند - أميركا

### مسلسلات
- الموتى السائرون
- ذا ميدل
- فارس وفادي[5]
- قانون مايلو مورفي

## وصلات خارجية
- فنسنت مارتيلا على موقع IMDb (الإنجليزية)
- فنسنت مارتيلا على موقع روتن توميتوز (الإنجليزية)
- فنسنت مارتيلا على موقع ألو سيني (الفرنسية)
- فنسنت مارتيلا على موقع ميوزك برينز (الإنجليزية)
- فنسنت مارتيلا على موقع أول موفي (الإنجليزية)
- فنسنت مارتيلا على موقع قاعدة بيانات الأفلام السويدية (السويدية)
- فنسنت مارتيلا على موقع إن إن دي بي (الإنجليزية)
- فنسنت مارتيلا على موقع قاعدة بيانات الفيلم (الإنجليزية)
- فنسنت مارتيلا على موقع كينوبويسك (الروسية)